# فيروز أباد (تيرجرد)
فيروز أباد (بالفارسية: فیروزآباد) هي قرية تقع في إيران في قسم تيرجرد الريفي. يقدر عدد سكانها بـ 174 نسمة بحسب إحصاء 2016.